# Kargapazarı, Karlıova
Kargapazarı là một xã thuộc huyện Karlıova, tỉnh Bingöl, Thổ Nhĩ Kỳ. Dân số thời điểm năm 2010 là 1.759 người.